# Araken Patusca
Araken Patusca (17 de juliol de 1905 - 24 de gener de 1990) fou un futbolista brasiler.

## Selecció del Brasil
Va formar part de l'equip brasiler a la Copa del Món de 1930. Destacà com a jugador del Santos.